# Medina de Pomar
Pour les articles homonymes, voir Pomar.
Medina de Pomar est une commune d’Espagne, dans la province de Burgos, communauté autonome de Castille-et-León.